# 明珍昇
明珍 昇（みょうちん のぼる、1930年3月20日 - 2002年3月13日）は、日本の詩人、文芸評論家。
大阪府出身。関西大学専門部二部国文科を経て、1959年同大学院国文学修士課程修了。大阪府の愛唱歌「あなたの胸に わたしの胸に」を作詞した。大阪府立旭高等学校の教員時に、同校の校歌も作詞した。
関西詩人協会の運営委員として、1994年の協会設立当時から活動していた。

## 著書

### 詩集
- 『日時計 詩集』日本詩研究会　1952年
- 『夕陽の柩 詩集』思潮社、1966年
- 『土砂降り 明珍昇詩集』土曜美術社、1991年
- 『明珍昇詩集』土曜美術社出版販売<日本現代詩文庫>、1992年
- 『烏の沽券 詩集』アテネ出版、1998年
- 『中空の櫂 詩集』アテネ出版 1999年

### 評論等
- 『評伝安西冬衛』桜楓社、1974年
- 『現代詩の意識と表現』桜楓社、1982年
- 『小野十三郎論 風景にうたは鳴るか』土曜美術社出版販売<現代詩人論叢書>、1996年

## 作詞
- 1958年：柏原市市歌
- 1959年：大阪市民の歌『あなたの胸にわたしの胸に』
- 1960年
  - 大阪府立旭高等学校校歌
  - 大阪学芸大学附属平野小学校（現・大阪教育大学附属平野小学校）校歌
- 1965年
  - 関西大学新学生歌
  - 堺女子短期大学学歌
- 1969年：大阪府立泉北高等学校校歌
- 1980年：八尾市立東中学校校歌
- 1984年：堺市立登美丘南小学校校歌
- 1998年：大阪薬科大学校歌
- 作詞年不詳：大阪府立横山高等学校校歌